# Voltinia phryxe
Voltinia phryxe is een vlindersoort uit de familie van de prachtvlinders (Riodinidae), onderfamilie Riodininae.
Voltinia phryxe werd in 1865 beschreven door C. & R. Felder.